# エンゾ・マカリネリ

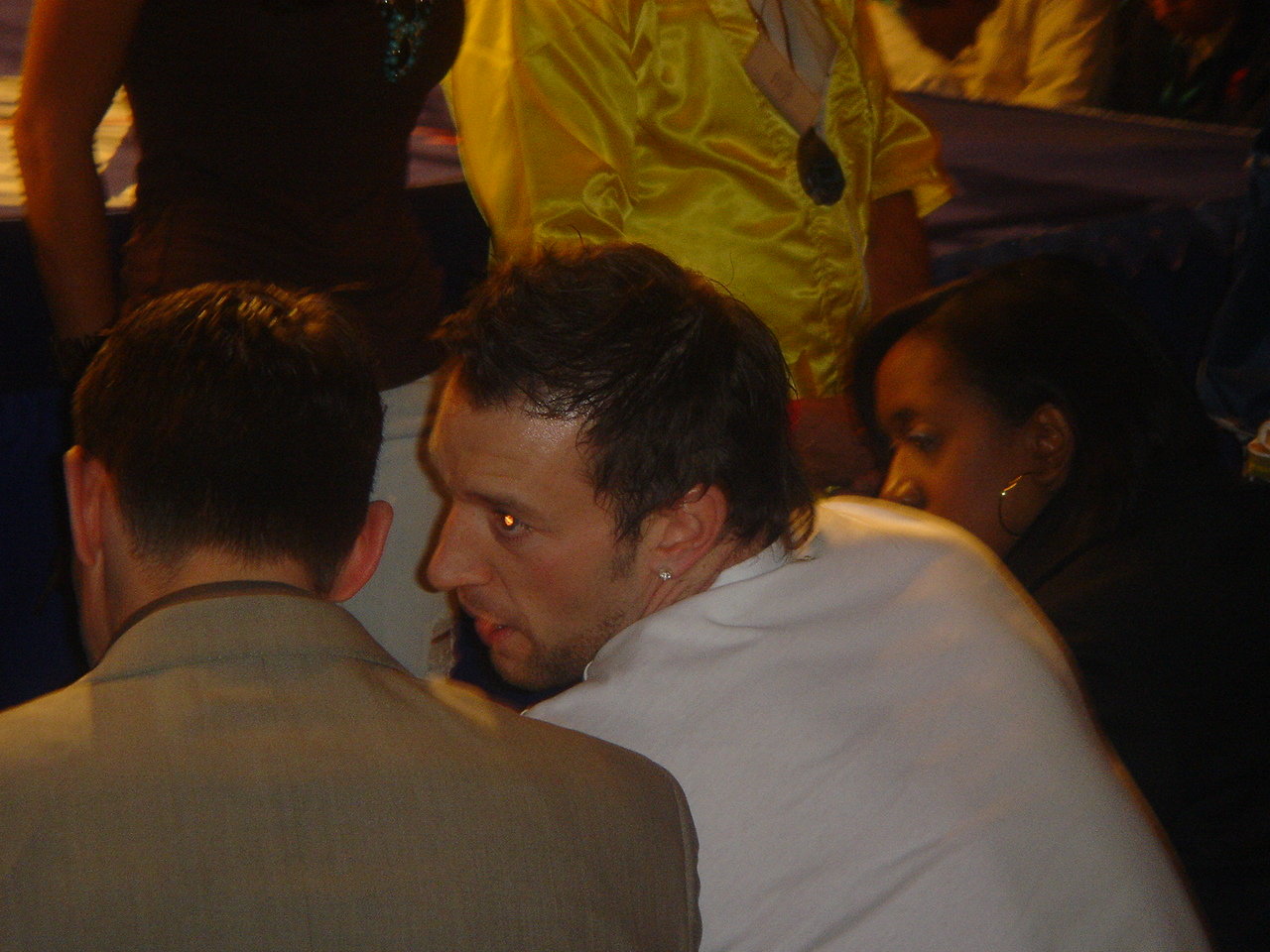
エンゾ・マカリネリ

エンゾ・マカリネリ（Enzo Maccarinelli、1980年8月20日 - ）は、イギリスの男性プロボクサー。ウェールズのスウォンジー出身。
元WBO世界クルーザー級王者。ジョー・カルザゲの父エンゾ・カルザゲがトレーナーを務めるチーム・カルザゲに所属している。

## 来歴
1980年にウェールズで生まれ、1999年10月2日に19歳でプロデビューした。デビューから4戦目の2000年5月12日、リー・スウェイビーに3回KO負けを喫しているが、それ以外は勝利を続けている。2003年6月28日に空位のEBU欧州クルーザー級王座をブルース・スコットと争い、4回2分49秒TKO勝ちを収め王座を獲得した。
2006年7月8日、マルセロ・ファビアン・ドミンゲスとWBO世界クルーザー級暫定王座決定戦を行い、9回58秒TKO勝ちを収め王座を獲得した。
2006年9月22日、ジョニー・ネルソンの王座返上に伴い空位の正規王座に認定され正規王者となった。
2007年11月3日、ミレニアム・スタジアムでモハメド・アズーイと対戦し、4回58秒TKO勝ちを収め4度目の防衛に成功した。
2008年3月8日、ミレニアム・ドームでデビッド・ヘイ（ イングランド）と、WBA・WBC・WBO世界クルーザー級王座統一戦を行い、2回2分4秒TKO負けを喫しWBA王座の獲得に失敗、WBC王座の獲得にも失敗、WBO王座の5度目の防衛にも失敗しWBO王座をヘイに明け渡した。
2009年3月14日、マンチェスター・イブニング・ニュース・アリーナで元WBO世界クルーザー級暫定王者オラ・アフォラビ（ イングランド）とWBO世界クルーザー級暫定王座決定戦を行い、マカリネリの攻勢のまま9回を迎えたが、アフォラビの右フックでダウンを奪われ9回1分50秒TKO負けを喫し王座獲得に失敗した。
2010年9月18日、EBU欧州クルーザー級王者としてアレキサンダー・フレンケル（ ドイツ）の挑戦を受け、7回にカウンターの左フックを浴びてダウン。立ち上がったものの左右の連打で再びタウンしたところでレフリーが試合停止。7回2分30秒KO負け。試合後リングを降りるまで5分間の応急治療と酸素吸入を受けるほどのダメージを負ったため、かつてのライバルであるヘイも「エンゾがあんな負け方をして本当に驚いた。（中略）試合を続行させたレフリーとエンゾのセコンド陣は最悪だ」と批判した。
ヘイ戦からフレンケル戦までの8試合で4敗していることなどから、ファンや専門家から引退を求める声が上がっており、本人も引退を真剣に検討していると伝えられたが、2011年2月にライトヘビー級に転向することを正式に発表した。
2012年3月23日、BBBofC英国クルーザー級王者シェーン・マクフィルビンと対戦し、3-0（115-111、116-111、115-110）の判定勝ちを収め王座を獲得した。しかし、試合後マカリネリからステロイドの一種メチルヘキサンアミンが検出され6ヶ月間の出場停止処分を受けた。
2012年11月9日、リヴァプールのリヴァプール・オリンピアでコモンウェルスイギリス連邦ライトヘビー級王者オビル・マッケンジーと対戦し、2回2分15秒TKO負けを喫し王座獲得に失敗した。
2013年8月17日、カーディフのモーターポイント・アリーナ・カーディフで行われたコモンウェルスイギリス連邦ライトヘビー級王座決定戦でオビル・マッケンジーと再戦し、11回2分44秒TKO勝ちを収め前戦の雪辱を果たすと共に王座獲得に成功した。
2014年4月5日、ドイツのロストックのスタンザーレでWBA世界ライトヘビー級王者ユルゲン・ブリーマーと対戦するが、右目の腫れによる6回終了時棄権を喫し王座獲得に失敗し2階級制覇とはならなかった。
2015年12月12日、ロシアでロイ・ジョーンズ・ジュニアと対戦し、4回TKO勝ち。
2016年6月10日、ロンドンでデミトロ・クッチャーと対戦し、1回TKO負け。試合後に引退を発表した。

## 獲得タイトル
- WBU世界クルーザー級王座（防衛6）
- WBO世界クルーザー級暫定王座（防衛0）
- 第10代WBO世界クルーザー級王座（防衛4）
- EBU欧州クルーザー級王座
- BBBofC英国クルーザー級王座
- コモンウェルスイギリス連邦ライトヘビー級王座